# 塔玛拉·埃切戈延
塔玛拉·埃切戈延（西班牙語：Támara Echegoyen，1984年2月17日—），西班牙女子帆船运动员。她曾代表西班牙参加2012年、2016年和2020年夏季奥林匹克运动会帆船比赛，其中2012年奥运会获得一枚金牌。